# Пайку
Па́йку (Паїк, рум. Paicu) — село в Кагульському районі Молдови, відноситься до комуни Зирнешти.
Село розташоване на річці Прут.